# Penguily
Penguily (tiếng Breton: Pengilli, Gallo: Pengili) là một xã của tỉnh Côtes-d'Armor, thuộc vùng Bretagne, tây bắc Pháp.

## Dân số
Người dân ở Penguily được gọi là Penguilais.